# جوناثان سافران فوير
جوناثان سافران فوير (بالإنجليزية: Jonathan Safran Foer) (و. 1977  م) هو كاتب، وروائي أمريكي، ولد في واشنطن العاصمة.

## التعليم
تعلم في جامعة برنستون.

## وصلات خارجية
- جوناثان سافران فوير على موقع IMDb (الإنجليزية)
- جوناثان سافران فوير على موقع الموسوعة البريطانية (الإنجليزية)
- جوناثان سافران فوير على موقع مونزينجر (الألمانية)
- جوناثان سافران فوير على موقع ميوزك برينز (الإنجليزية)
- جوناثان سافران فوير على موقع إن إن دي بي (الإنجليزية)
- جوناثان سافران فوير على موقع ديسكوغز (الإنجليزية)
- جوناثان سافران فوير على موقع قاعدة بيانات الفيلم (الإنجليزية)
- جوناثان سافران فوير في قاعدة بيانات الأفلام على الإنترنت